# Kuktiškės
Kuktiškės est une ville de l’Apskritis d'Utena, en Lituanie.